# Nordic light (företag)
För andra betydelser, se Nordic light.
Nordic light är ett internationellt belysningsföretag med huvudkontor i Skellefteå. Nordic light har fabriker i Kina och Tjeckien, tidigare hade de även fabrik i Skellefteå. Företaget ägs numer av ITAB Shop Concept.

## Historia
Nordic light grundades 1980 av Åke Rylander. År 1993 förvärvades företaget av Ann-Kristin Holmqvist Lundberg och Bengt Lundberg och deras amerikanska partners. År 2010  omsatte bolaget 553 miljoner kr och rörelseresultatet var 83 miljoner. Makarna Lundberg sålde verksamheten 2011 till ITAB shop concept. Nordic Light Group hade då  verksamhet i Sverige, Kina och USA. Totalt uppgick antalet anställda till 780 personer, varav merparten i Kina och omkring 100 vid fabriken i Skellefteå. Deras fabriker fanns förutom i Sverige även i Suzhou respektive Shenzhen i Kina. I samband med försäljningen beskrevs de av Sveriges Radio som "ledande inom butiksbelysning".
År 2020 meddelades att företaget skulle lägga ner sin fabrik med ett 30-tal anställda i Skellefteå. Huvudkontoret skulle dock vara kvar på orten. Orsaken uppgavs vara "minskade marginaler och teknikskiftet när det gäller belysningar där man går från traditionell HID-teknik till modernare LED-teknik".